# Villars-sous-Écot
Villars-sous-Écot ist eine französische Gemeinde mit 338 Einwohnern (Stand: 1. Januar 2022) im Département Doubs in der Region Bourgogne-Franche-Comté.

## Geographie
Villars-sous-Écot liegt auf 355 m, etwa zwölf Kilometer südwestlich der Stadt Montbéliard (Luftlinie). Das Dorf erstreckt sich im nördlichen französischen Jura, in einer Talweitung des Ruisseau du Bié, südlich des Doubstals.
Die Fläche des 11,48 km² großen Gemeindegebiets umfasst einen Abschnitt des französischen Juras. Der zentrale Teil des Gebietes wird vom Tal des Ruisseau du Bié eingenommen, der für die Entwässerung nach Nordwesten zum Doubs sorgt. Die Landschaft ist gegliedert durch die zahlreichen kurzen Seitentälchen des Ruisseau du Bié, die alle deutlich in die umgebenden, tafeljuraartigen Hochflächen eingeschnitten sind und steile, meist bewaldete Hänge aufweisen. Nach Südwesten reicht der Gemeindeboden auf die Hochfläche von Goux-lès-Dambelin. Im Osten leitet der Bois de Breuil zum Hochplateau von Écot über; und nach Südosten erstreckt sich das Gemeindeareal in das Quellgebiet des Ruisseau du Bié mit den Höhen der Grands Bois. Hier wird mit 531 m die höchste Erhebung von Villars-sous-Écot erreicht.
Nachbargemeinden von Villars-sous-Écot sind Colombier-Fontaine und Étouvans im Norden, Écot im Osten, Goux-lès-Dambelin im Süden sowie Saint-Maurice-Colombier im Westen.

## Geschichte
Bereits im Jahr 1177 wurde die Dorfkirche erstmals urkundlich erwähnt. Im Mittelalter gehörte Villars-sous-Écot zur Herrschaft Neuchâtel. Zusammen mit der Franche-Comté gelangte das Dorf mit dem Frieden von Nimwegen 1678 an Frankreich.

## Sehenswürdigkeiten

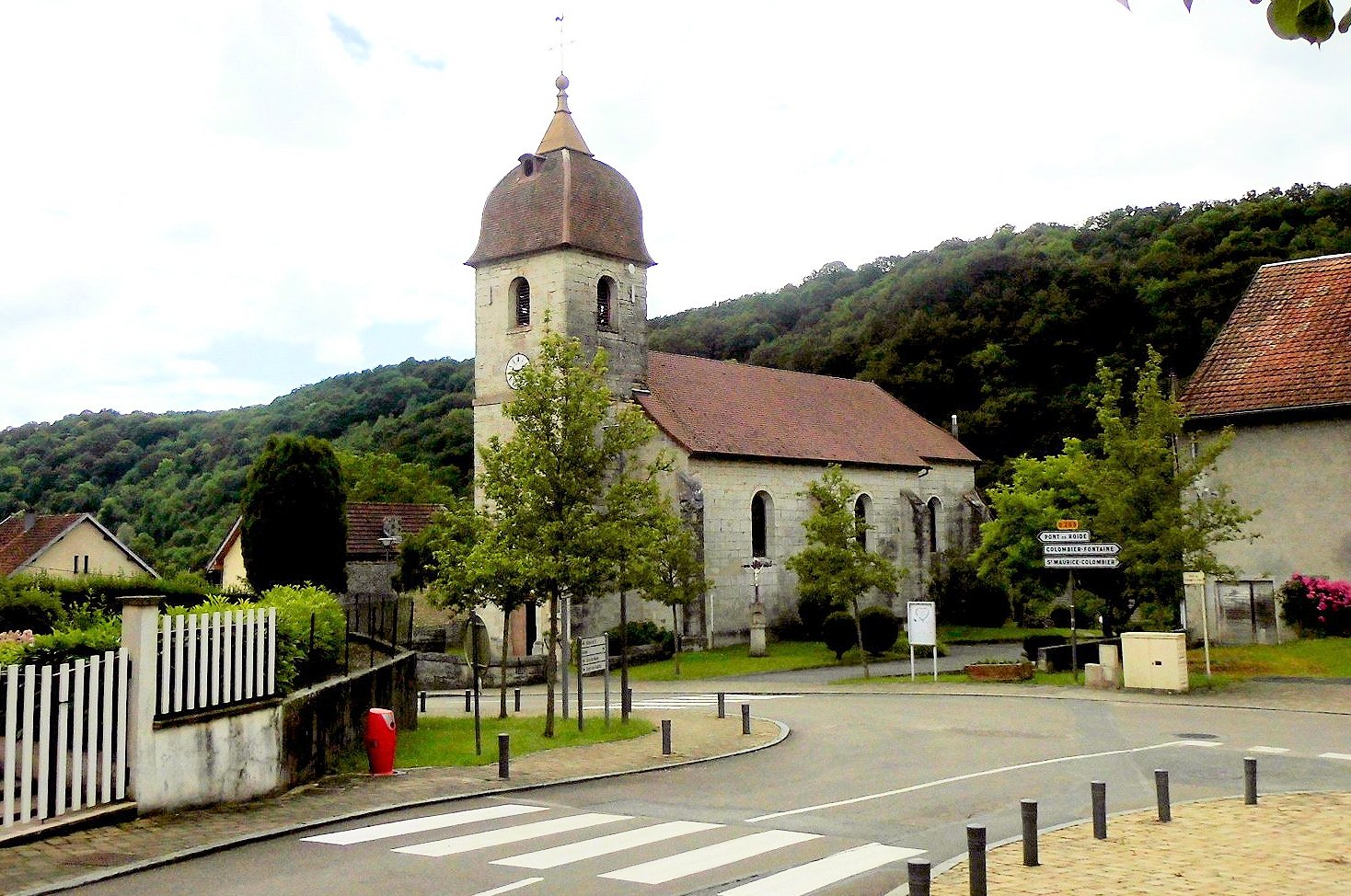
Kirche Saint-Vit

Die Kirche Saint-Vit wurde 1757 im klassischen Stil neu erbaut. Am Ruisseau du Bié steht eine ehemalige Mühle.

## Bevölkerung
| Jahr                       | 1962 | 1968 | 1975 | 1982 | 1990 | 1999 | 2016 |
| Einwohner                  | 169  | 178  | 205  | 348  | 362  | 360  | 354  |
| Quellen: Cassini und INSEE |      |      |      |      |      |      |      |

Mit 338 Einwohnern (Stand 1. Januar 2022) gehört Villars-sous-Écot zu den kleinen Gemeinden des Départements Doubs. Nachdem die Einwohnerzahl in der ersten Hälfte des 20. Jahrhunderts deutlich abgenommen hatte (1886 wurden noch 289 Personen gezählt), wurde besonders während der 1970er Jahre ein markantes Bevölkerungswachstum verzeichnet.

## Wirtschaft und Infrastruktur
Villars-sous-Écot war bis weit ins 20. Jahrhundert hinein ein vorwiegend durch die Landwirtschaft (Ackerbau, Obstbau und Viehzucht) und die Forstwirtschaft geprägtes Dorf. Daneben gibt es heute einige Betriebe des lokalen Kleingewerbes. Mittlerweile hat sich das Dorf auch zu einer Wohngemeinde gewandelt. Viele Erwerbstätige sind deshalb Wegpendler, die in den größeren Ortschaften der Umgebung und in der Agglomeration Montbéliard ihrer Arbeit nachgehen. Bei Villars-sous-Écot finden alljährlich Motocross-Rennen statt.
Die Ortschaft liegt abseits der größeren Durchgangsstraßen an einer Departementsstraße, die von Saint-Maurice-Colombier nach Pont-de-Roide-Vermondans führt. Der nächste Anschluss an die Autobahn A36, welche das Gemeindegebiet durchquert, befindet sich in einer Entfernung von ungefähr neun Kilometern. Weitere Straßenverbindungen bestehen mit Écot, Colombier-Fontaine und Goux-lès-Dambelin.